# 佩卡姆冰川
80°21′S 157°25′E / 80.350°S 157.417°E
佩卡姆冰川（英語：Peckham Glacier）是南極洲的冰川，位於奧次地，處於不列顛嶺，流經麥克林托克山，最終注入伯德冰川，現時由南極條約體系管理。